# Młodzieżowe Indywidualne Mistrzostwa Polski na Żużlu 2013
Młodzieżowe Indywidualne Mistrzostwa Polski na Żużlu 2013 – zawody żużlowe, mające na celu wyłonienie medalistów młodzieżowych indywidualnych mistrzostw Polski w sezonie 2013. Rozegrano trzy turnieje eliminacyjne oraz finał, w którym zwyciężył Patryk Dudek.

## Finał
- Tarnów, 7 września 2013
- Sędzia: Marek Wojaczek

| Msc. | Zawodnik           | Klub                  | Pkt |             |  |
| ---- | ------------------ | --------------------- | --- | ----------- |  |
| 1    | Patryk Dudek       | Falubaz Zielona Góra  | 15  | (3,3,3,3,3) |  |
| 2    | Paweł Przedpełski  | Unibax Toruń          | 13  | (3,3,3,2,2) |  |
| 3    | Bartosz Zmarzlik   | Stal Gorzów Wlkp.     | 12  | (2,2,3,2,3) |  |
| 4    | Kacper Gomólski    | Unia Tarnów           | 10  | (2,2,1,3,2) |  |
| 5    | Łukasz Sówka       | Stal Rzeszów          | 9   | (0,2,2,3,2) |  |
| 6    | Adam Strzelec      | Falubaz Zielona Góra  | 8   | (3,3,1,1,0) |  |
| 7    | Krystian Pieszczek | Wybrzeże Gdańsk       | 7   | (3,d,1,d,3) |  |
| 8    | Szymon Woźniak     | Polonia Bydgoszcz     | 7   | (2,1,3,0,1) |  |
| 9    | Oskar Fajfer       | Start Gniezno         | 7   | (0,3,2,1,1) |  |
| 10   | Kamil Adamczewski  | Falubaz Zielona Góra  | 6   | (1,0,0,2,3) |  |
| 11   | Artur Czaja        | Włókniarz Częstochowa | 6   | (1,1,1,1,2) |  |
| 12   | Adrian Cyfer       | Stal Gorzów Wlkp.     | 6   | (1,1,2,1,1) |  |
| 13   | Kamil Pulczyński   | Unibax Toruń          | 5   | (1,2,2,w,0) |  |
| 14   | Łukasz Przedpełski | Unibax Toruń          | 4   | (0,1,0,3,0) |  |
| 15   | Łukasz Bojarski    | Sparta Wrocław        | 4   | (2,0,0,2,0) |  |
| 16   | Hubert Łęgowik     | Włókniarz Częstochowa | 1   | (0,0,0,0,1) |  |
|      | rez. Łukasz Kret   | KSM Krosno            | ns  |             |  |
|      | rez. Marcel Szymko | Wybrzeże Gdańsk       | ns  |             |  |

Bieg po biegu:
1. Pieszczek, Bojarski, Adamczewski, Łęgowik
2. Strzelec, Zmarzlik, Pulczyński, Sówka
3. P.Przedpełski, Woźniak, Czaja, Ł.Przedpełski
4. Dudek, Gomólski, Cyfer, Fajfer
5. Dudek, Zmarzlik, Woźniak, Adamczewski
6. Fajfer, Sówka, Czaja, Pieszczek (d4)
7. P.Przedpełski, Pulczyński, Cyfer, Łęgowik
8. Strzelec, Gomólski, Ł.Przedpełski, Bojarski
9. P.Przedpełski, Sówka, Gomólski, Adamczewski
10. Zmarzlik, Cyfer, Pieszczek, Ł.Przedpełski
11. Woźniak, Fajfer, Strzelec, Łęgowik
12. Dudek, Pulczyński, Czaja, Bojarski
13. Ł.Przedpełski, Adamczewski, Fajfer, Pulczyński (w/u)
14. Dudek, P.Przedpełski, Strzelec, Pieszczek (d4)
15. Gomólski, Zmarzik, Czaja, Łęgowik
16. Sówka, Bojarski, Cyfer, Woźniak
17. Adamczewski, Czaja, Cyfer, Strzelec
18. Pieszczek, Gomólski, Woźniak, Pulczyński
19. Dudek, Sówka, Łęgowik, Ł.Przedpełski
20. Zmarzlik, P.Przedpełski, Fajfer, Bojarski